# Бобровце
Бобровце (пол. Bobrowce) — село в Польщі, у гміні Мщонув Жирардовського повіту Мазовецького воєводства.
Населення — 263 особи (2011).
У 1975-1998 роках село належало до Скерневицького воєводства.

## Демографія
Демографічна структура станом на 31 березня 2011 року:
|          | Загалом | Допрацездатний вік | Працездатний вік | Постпрацездатний вік |
| -------- | ------- | ------------------ | ---------------- | -------------------- |
| Чоловіки | 138     | 35                 | 87               | 16                   |
| Жінки    | 125     | 26                 | 69               | 30                   |
| Разом    | 263     | 61                 | 156              | 46                   |